# Canon EOS 200D
100D 250D
Le Canon EOS 200D est un appareil photographique reflex numérique compact de 24.2 mégapixels fabriqué par Canon, présenté le 29 juin 2017 par Canon Japon et dont la commercialisation a débuté fin juillet 2017. Son prédécesseur est le 100D et son successeur le 250D.

## Caractéristiques

### Système optique
- Monture à objectifs interchangeables (objectifs EF et EF-S)
- Viseur : Pentamiroir avec couverture d'image d'environ 95 %

### Système de prise de vue
- Capteur CMOS APS-C (22,3 mm × 14,9 mm)
- Définition : 24,2 millions de pixels
- Ratio image : 3:2
- Autofocus : 9 collimateurs, dont 1 croisé au centre
- Mesure lumière : capteur RVB + IR de 7560 pixels

### Gestion d’images
- Processeur d'images : DIGIC 7

### Boîtier
- Dimensions : 122,4 × 92,6 × 69,8 mm
- Masse : 453 g (avec batterie et carte)
- Affichage : Écran tactile 3 pouces (7,7 cm) orientable

### Autres caractéristiques
- Vidéo Full-HD 1080p à 60 images/s avec autofocus continu (AF CMOS Dual Pixel)
- Enregistrement des vidéos aux formats MOV et MP4
- Flash intégré
- Fonction HDR
- Connexions Bluetooth, NFC et Wi-Fi